# Ptilophora mirabilis
Ptilophora mirabilis är en fjärilsart som beskrevs av Robert Hentscholek 1976. Ptilophora mirabilis ingår i släktet Ptilophora och familjen tandspinnare. Inga underarter finns listade.